# Штурм аула Ахульго (панорама)
Штурм аула Ахульго — первая панорамная картина художника-баталиста Франца Рубо (1856—1928), основоположника российской школы панорамной живописи, созданная в 1890 году. Сюжет панорамы отражает штурм резиденции Шамиля Отдельным Кавказским корпусом около 11 часов 22 августа 1839 года.

## Исторические события
В 1839 году командование российского Отдельного Кавказского корпуса решило нанести сокрушительный удар по главному опорному пункту имама Шамиля — крепости Ахульго. Возглавил экспедиционный отряд генерал-адъютант Павел Граббе.

## История создания

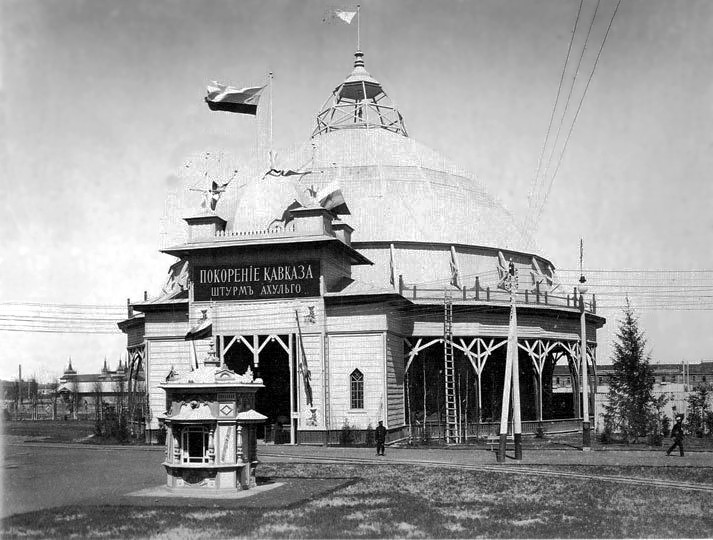
Дмитриев М. П. Внешний вид павильона «Покорение Кавказа» с панорамой Ф. Рубо «Штурм Ахульго». Всероссийская выставка в Нижнем Новгороде. 1896 год.

В 1886 году Франц Рубо получил заказ на написание 19 картин на тему Кавказских войн для «Храма Славы» в Тифлисе. В 1888 году в рамках этого заказа он написал картину «Штурм аула Ахульго», а вскоре задумал и создал первую свою панораму с тем же названием.
В качестве места для работы над панорамой художник выбрал Мюнхен. Сюжетом для своих работ Рубо часто выбирал напряжённые моменты сражений. Размеры произведения примерно — 12 метров в высоту и 120 метров в длину.
В 1891 году после экспонирования этой панорамы в Мюнхене Баварская академия художеств присвоила Рубо почётное звание профессора. Художник также был награждён баварским орденом Святого Михаила. Затем панораму демонстрировали в Париже, где она имела большой успех. Автор был награждён орденом французского Почётного легиона. В 1896 году на Нижегородской всероссийской художественно-промышленной выставке для панорамы «Штурм аула Ахульго» построили специальное здание.
Павильон для экспонирования панорамы на Нижегородской выставке был одним из наиболее заметных зданий. Он располагался перед художественным отделом и представлял собой цилиндр, окружностью в сто метров, с высоким яйцевидным, наполовину стеклянным куполом. Над входом был помещён фронтон, увенчанный скульптурной группой, изображавшей схватку русского солдата с горцем. В панорамный зал вела широкая лестница. По ней зритель попадал как бы на крышу сторожевой башни. Панорама стала первым произведением такого рода в России.

## Сюжет и описание

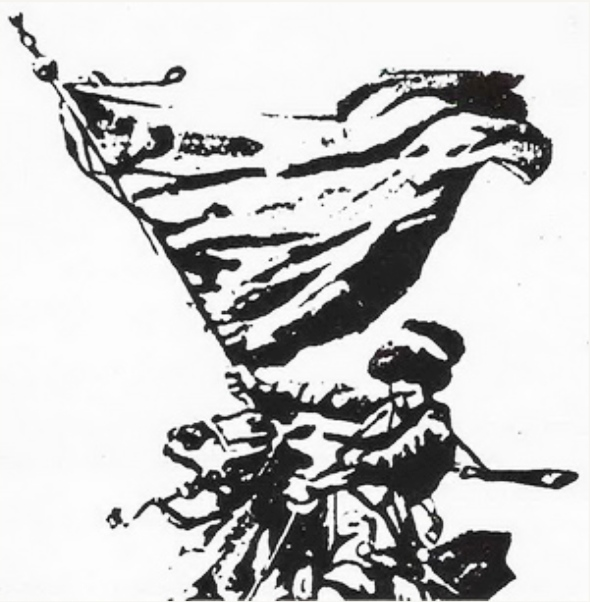
Иллюстрация из буклета к открытию панорамы «Штурм Ахульго» в Мюнхене. Рубо Ф., 1890-е г.

На картине Рубо разворачивается бесконечная перспектива величественного пейзажа Кавказских гор. Быстро бегущая и пробивающаяся сквозь скалы река Койсу с почти отвесными берегами делит местность на две части. На высоких скалистых берегах реки расположились грозные, почти неприступные стены аула Ахульго над головокружительной пропастью — их штурмуют русские войска. С одного берега Койсу на другой переброшен зыбкий деревянный мостик, находящийся под башней. Главный бой кипит перед мостом, который уже подожжён. Выше над мостом, на дороге — сам Шамиль на вороном жеребце следит за ходом боя, окружённый своими знаменосцами и мюридами.
Передовые твердыни неприятеля на правом берегу уже взяты штурмовыми командами. Там устроен перевязочный пункт. Артиллерийские батареи занимают господствующие высоты, чтобы в момент штурма обстреливать хорошо укреплённые аулы горцев.
Там же, на возвышенном берегу Койсу — главнокомандующий генерал П. Х. Граббе со своей свитой. Он наблюдает за отчаянным боем, разгоревшимся на узких улочках аула, на крышах жилищ, которые защищают не только вооружённые мужчины, но и женщины и дети. Они сбрасывают на головы штурмующих солдат огромные камни, выливают кипящую воду. На полотне запечатлён момент падения солдат в пропасть.
Рисуя баталию, Франц Рубо сопоставлял действие противника в разных эпизодах. Одна из групп горцев в броске пытается смять русскую пехоту, вступив с ней в рукопашную схватку. Другая группа встречает штурмующих ружейным залпом. Под натиском штыковых атак мюриды отчаянно обороняются.
Передовой батальон апшеронцев проник почти в центр вражеской позиции и сражается под убийственным огнём. В узком переулке неожиданно появляется новая колонна штурмующих, и защитники Ахульго бросаются ей навстречу, мечутся, отступают и снова вступают в бой. Их экспрессивным движениям, хаотичным ритмам противостоят слаженные и энергичные действия русских солдат.
Предметный план, соединявший плоскость картины с основанием зрительной площадки, способствовал созданию иллюзии соучастия и усиливал эмоциональное воздействие панорамы. В натуральную величину выстроенные сакли, части моста через Койсу, фигуры людей были исполнены так тщательно, что переход от макета к изображению на холсте казался почти незаметным, вызывая ощущение реальности.

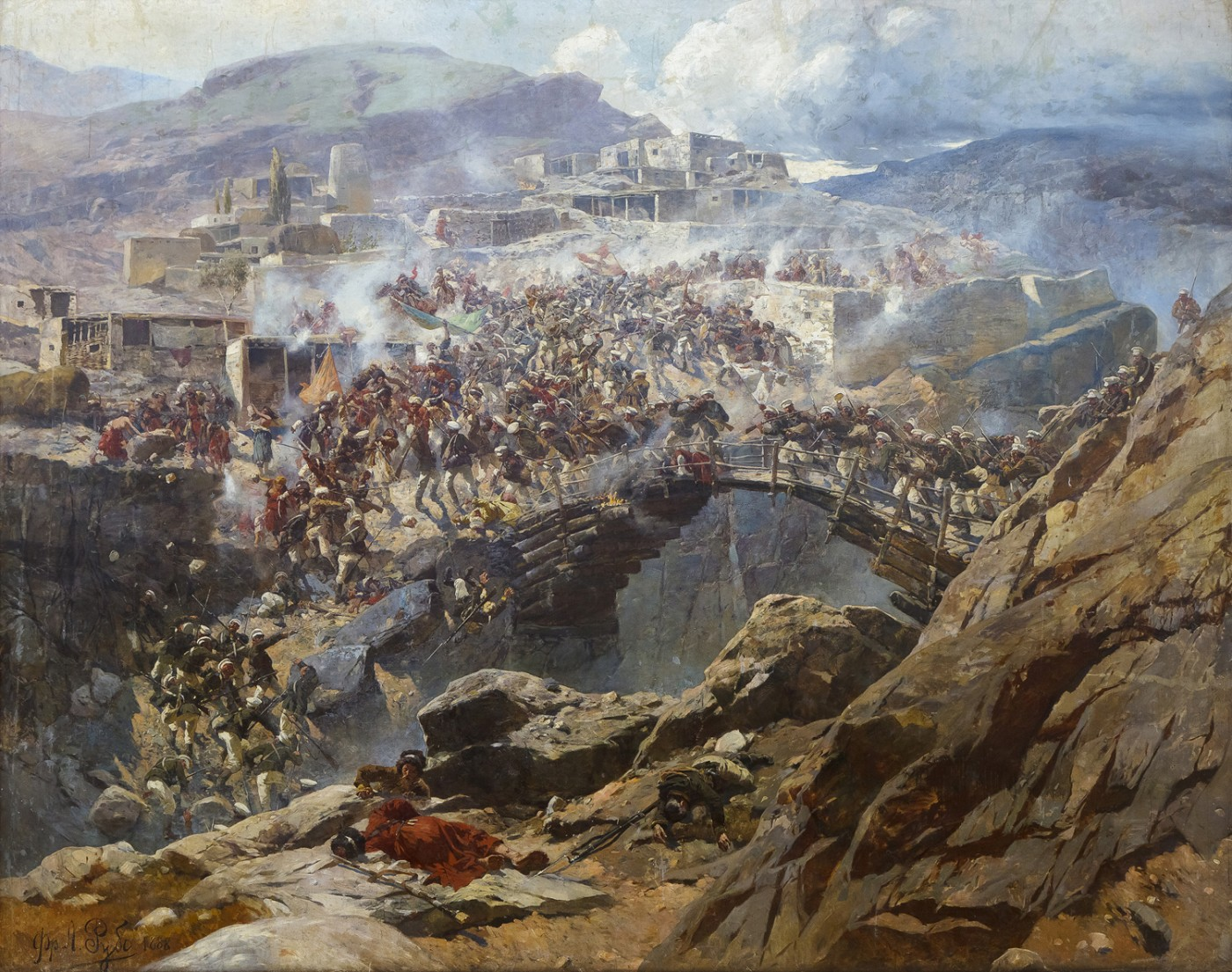
Панорамный вид картины Франца Рубо «Штурм аула Ахульго» (1888)

## История панорамы

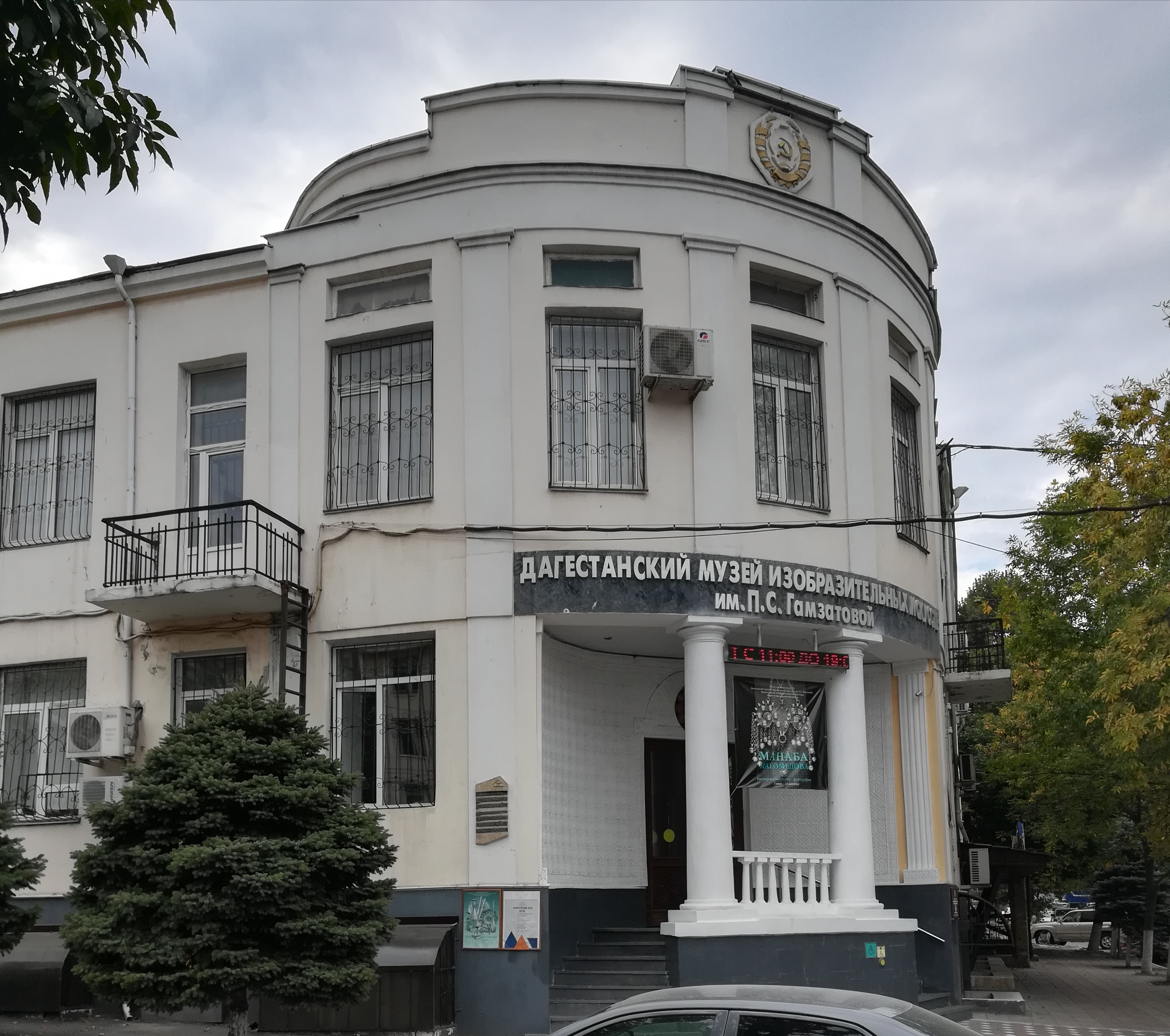
Дагестанский музей изобразительных искусств имени П. С. Гамзатовой, в котором хранится панорама.

Судьба панорамы сложилась трагично. После выставки в Нижнем Новгороде она была приобретена русским правительством для Кавказского военного округа. Однако в Тифлисе, где её предполагалось установить, панорама так и не была показана. Почти тринадцать лет холст в скатанном виде хранился в «Храме Славы». И только в 1909 году, когда временно освободилось здание панорамы «Обороны Севастополя», «Штурм аула Ахульго» по разрешению Военного министерства разметили в Севастополе. За короткий срок Рубо вместе с помощниками восстановил утраты холста и красочного слоя панорамы, и она более года экспонировалась в Севастополе. Затем её вновь перевезли на Кавказ и больше не устанавливали. От плохого хранения живописное полотно пострадало, и оставшиеся от него фрагменты теперь недоступны для осмотра.
После «Штурма аула Ахульго» Франц Рубо выполнил панорамы «Оборона Севастополя (1902—1904 гг.)» и «Бородинская битва» (1911—1912 годы, «Бородинская панорама»).
В 1924 году панорама, хранившаяся в Артиллерийском историческом музее в Ленинграде, пострадала во время наводнения. В плохом состоянии в 1928 году её по инициативе революционера А. А. Тахо-Годи передали в Дагестанский краеведческий музей. В настоящее время четыре фрагмента панорамы хранятся в Дагестанском музее изобразительных искусств имени П. С. Гамзатовой.
В Эрмитаже сохранилась фотография панорамы Штурм Ахульго, по этой фотографии в художественной студии имени Грекова было принято решение восстановить панораму в 1990 годах, был создан уменьшенный эскизный вариант панорамы «Штурм аула Ахульго», который был представлен публике в 1997 году  и находится в музее по сей день.
В ноябре 2020 года в лондонском аукционном доме Кристис бизнесмен из Дагестана приобрёл эскиз картины за 87,5 тысяч фунтов. Позже стало известно имя покупателя – это адвокат Камиль Халилов, который также занимается ресторанным и гостиничным бизнесом.